# Руиена
Руиена (произношение) (на латвийски: Rūjiena) е град в северна Латвия, намиращ се в историческата област Видземе и в административен район Валмиера. Руеина се намира на 146 km от столицата Рига и на около 15 km от държавната граница с Естония.

## История
Още през 13 век в района Руиена е построен замък на Ливонския орден, който е успял да изтласка угро-финските племена нагоре към Естония и да завземе почти цялата територия на сегашна Литва. За първи път градът е споменат в историческите архиви от 14 век. По време на Ливонската война през 1560 година руските войски сриват града до основи, но впоследствие той е отново възстановен, за да бъде отново унищожен по време на развихрилата се почти 20 години Велика северна война. След това както много други балтийски градове, така и Руиена става част от Руската империя, а територията му е отдадена на руската аристокрация. През 1807 година пастор Густавс Бергманис отпечатва в своята печатница, разположена в Руиена, първата сбирка с латвийски народни песни.
През 1920 година, по време на независимостта на Латвия, Руиена официално получава статут на град.